# Lungcha
La Lungcha (in russo  Лунгха?; anche conosciuto come Luncha) è un fiume della Siberia Orientale (Sacha-Jacuzia), affluente di sinistra della Lena.
Nasce nella parte settentrionale delle alture della Lena e scorre nel bassopiano della Jacuzia centrale; i maggiori affluenti sono il Chatyng-Jurjach e il Tochoron, provenienti dalla destra idrografica.
Il fiume è lungo 508 km, il bacino imbrifero è di 10 300 km². Sfocia nella Lena a 1 132 km dalla foce. È navigabile per 72 
 km nel basso corso.